# Styposis ajo
Styposis ajo är en spindelart som beskrevs av Claude Lévi 1960. Styposis ajo ingår i släktet Styposis och familjen klotspindlar. Inga underarter finns listade i Catalogue of Life.